# Saint-Philbert-des-Champs
Saint-Philbert-des-Champs ist eine französische Gemeinde mit 650 Einwohnern (Stand: 1. Januar 2022) des Départements Calvados in der Region Normandie. Administrativ ist sie dem Kanton Pont-l’Évêque und dem Arrondissement Lisieux zugeteilt. Die Einwohner werden Saint-Philbertins genannt.

## Geographie
Saint-Philbert-des-Champs liegt etwa 34 Kilometer südsüdöstlich von Le Havre in der Landschaft Pays d’Auge. Umgeben wird Saint-Philbert-des-Champs von den Nachbargemeinden Blangy-le-Château im Norden und Nordwesten, Le Brévedent im Norden, Le Pin im Osten, Moyaux im Südosten, Fauguernon im Süden, Norolles im Westen sowie Le Breuil-en-Auge im Nordwesten.

## Bevölkerungsentwicklung
| Jahr                      | 1962 | 1968 | 1975 | 1982 | 1990 | 1999 | 2006 | 2013 |
| Einwohner                 | 346  | 347  | 368  | 528  | 574  | 606  | 671  | 642  |
| Quelle: Cassini und INSEE |      |      |      |      |      |      |      |      |

## Sehenswürdigkeiten
- Kirche Saint-Philbert aus dem 11. Jahrhundert

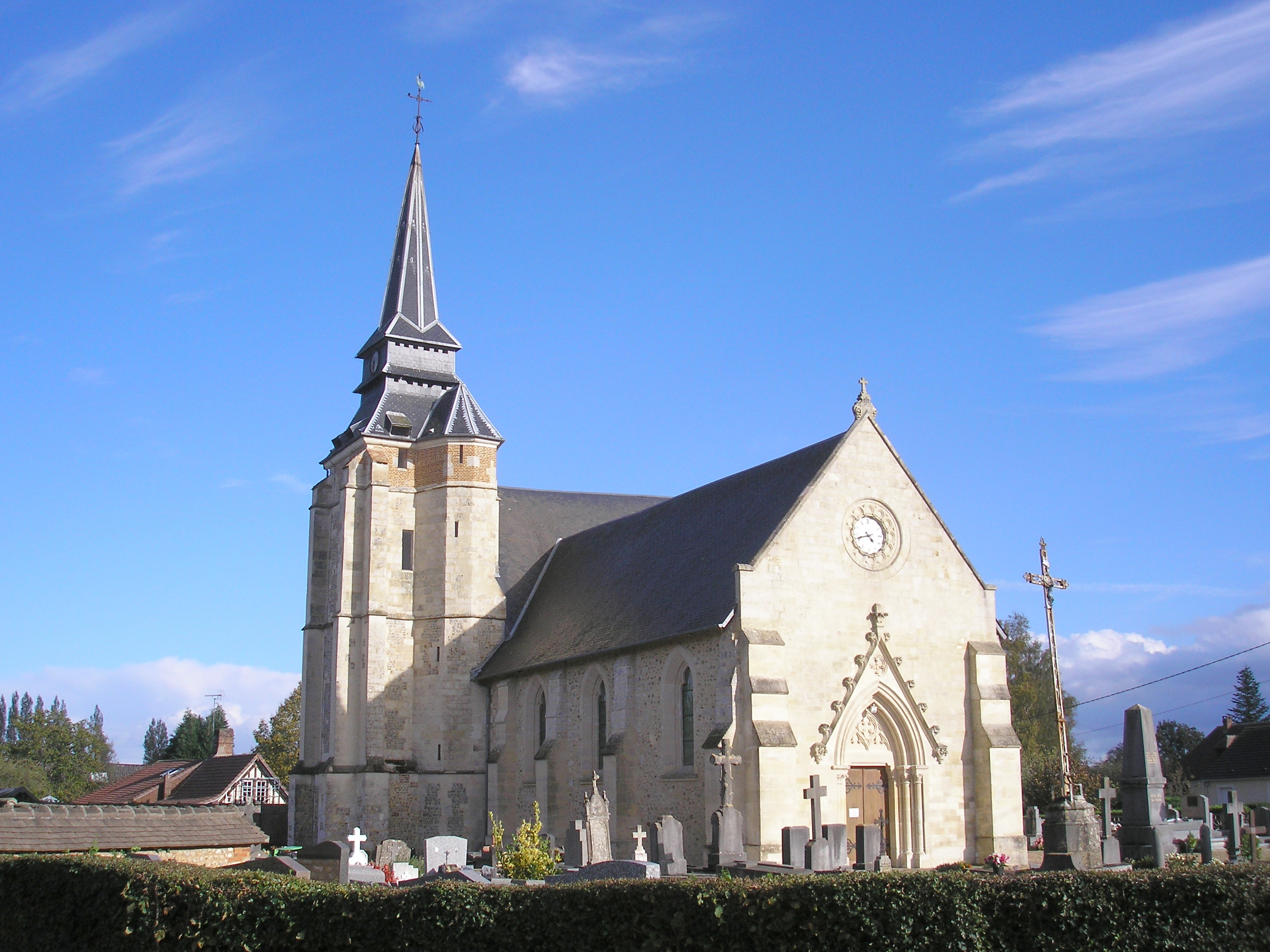
Kirche Saint-Philbert